# Tecla da Lentini
Tecla da Lentini (Lentini, ... – Lentini, 10 gennaio 264) è stata una nobildonna romana, considerata la fondatrice del culto cristiano nella città di Lentini.
Venerata come santa dalla Chiesa cattolica nonché dalla Chiesa ortodossa, la sua storia è legata alle vicende dei tre fratelli Alfio, Filadelfo e Cirino, che a Lentini furono martirizzati il 10 maggio del 253.

## Agiografia
Tecla era una ricca cristiana di Lentini, che dopo esser diventata paralitica e sapendo dell'arrivo a Lentini dei tre fratelli, che professavano la fede cristiana e che, secondo varie testimonianze, avevano già operato diversi miracoli, fece di tutto per far sì che essi venissero a visitarla per darle conforto. I tre fratelli quindi vennero portati da Tecla, che li accolse commossa, chiedendo di pregare per lei.
Tecla guarì e quindi ebbe una grande gratitudine verso i tre giovani. Quando i tre santi furono incarcerati Tecla, insieme alla cugina Giustina, pagava le guardie romane e otteneva il permesso di visitare i tre fratelli e confortarli portando loro cibo e acqua. Con il martirio dei tre santi Tecla, sempre con il denaro, comprò i loro corpi dando loro degna sepoltura ed iniziò la fondazione della chiesa nella città di Lentini. Ella infatti fece costruire i primi luoghi di culto sopra le tombe dei tre martiri e, finite le persecuzioni, si dedicò alla nascita del vescovado, mettendo a capo della chiesa di Lentini il vescovo Neofito, anche questo lentinese. Successivamente Tecla morì il 10 gennaio del 264 senza subire il martirio.

## Culto
Con il suo operato favorì la diffusione del cristianesimo in questa zona della Sicilia. Per questi motivi è considerata una delle colonne della chiesa di Lentini e la sua immagine, venerata in questa città, rappresenta la santa come una giovane donna, che regge in una mano la croce e nell'altra la chiesa madre di Lentini.
La popolazione dedicò a santa Tecla un tempio nel quartiere Santa Venera, che fu completamente distrutto dal terremoto del 1693. Attualmente è venerata nel quartiere Santuzzi, quartiere a nord della città di Carlentini, ma immediatamente confinante con Lentini.
Le celebrazioni che ricordano questa santa si svolgono il 10 gennaio di ogni anno, tradizionalmente il suo dies natalis. I festeggiamenti esterni però, per vari motivi, si svolgono la terza domenica di ottobre di ogni anno.